# Oskar Nedbal
Oskar Nedbal (26. března 1874 Tábor – 24. prosince 1930 Záhřeb, Chorvatsko) byl český hudební skladatel, dirigent a violista.

## Život

### Mládí a studia
Oskar Nedbal se narodil v rodině advokáta JUDr. Karla Nedbala (1836-1899), jako předposlední ze sedmi dětí. Otec byl zakladatelem místního hudebního spolku a propagátorem hudby, také jeho potomci měli k hudbě vztah a nadání. Matka Aloisie, rozená Hejnová (v Pelhřimově), pocházela, stejně jako její manžel, z dobře situované rodiny hospodářského správce. Děti vychovávali ve vlasteneckém duchu. Oskarovi dal (již v jeho útlém věku) základy hry na housle místní regenschori Anderle. Když Oskar začal studovat na táborském gymnáziu a otec poznal, že kromě výrazného talentu jeví o hudbu i vážný zájem, přihlásil jej roku 1885 na pražskou konzervatoř, kam byl, jako jedenáctiletý, přijat do třídy profesora Bláhy (hra na trubku – tympán). Dva roky se ve třídě učil na trubku a přitom soukromě u učitele Ferdinanda Lachnera na housle. V roce 1887 přestoupil do oddělení houslí, k profesorovi (a řediteli) Antonínu Bennewitzovi, tam přešel ke hře na violu. Od 1. ledna 1891 se Nedbal stal žákem profesora Antonína Dvořáka, který na konzervatoři vyučoval hudební kompozici. Oskar školu ukončil absolventským houslovým koncertem.

### České kvarteto
Na konzervatoři se Nedbal spřátelil se spolužákem Josefem Sukem. V roce 1891 – v posledním ročníku, kdy se Nedbal v prodlouženém studiu věnoval kompozici – na podnět profesora komorní hudby Hanuše Wihana, a zejména z iniciativy Nedbala a Suka, došlo k sestavení smyčcového kvarteta. Vzniklo (později velmi známé) České kvarteto – toto jméno neslo od roku 1892. Oskar Nedbal v kvartetu působil 14 let, nejen jako výborný violista a manažer, ale byl i vůdčí osobností tohoto hudebního tělesa.

### Violista a dirigent
Kromě hraní na violu se Nedbal zajímal o dirigování, a 24. listopadu 1896 (ve svých 22 letech) poprvé dirigoval (s velkým úspěchem) Českou filharmonii, s ní pak spolupracoval až do roku 1906. Otevřela se mu cesta do hudebního světa, v němž se brzy stal jedním z nejvýznamnějších dirigentů (řídil koncerty např. v Berlíně, Paříži, Petrohradu, Varšavě, Oděse, Vídni a Londýně).

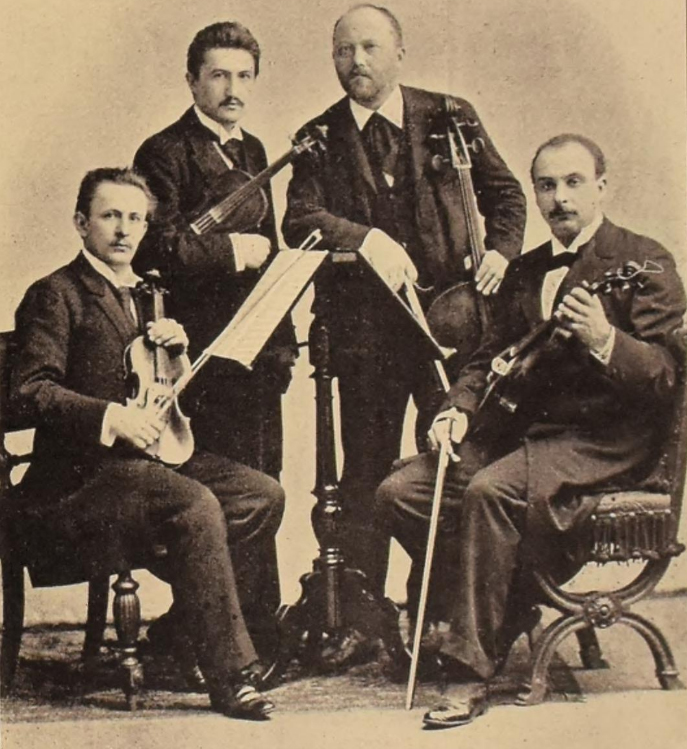
České kvarteto, O. Nedbal - viola, 1918

### Bolestné události
Do úspěšně začínající kariéry mladého hudebníka zasáhla nemoc a smrt kolegy z Českého kvarteta Otty Bergera (1894), dobrovolný odchod ze života Oskarova staršího bratra Viléma (1898), těžká nemoc a smrt otce (26. 2. 1899), nemoc, dlouhé léčení a skon sedmadvacetileté manželky Josefiny. Léta po smrti své ženy strávil poblíž místa jejího odpočinku, žil a pracoval (i s Českým kvartetem) v pronajatém domku v Táboře.

### Odchod do ciziny
V roce 1906 Nedbal náhle odjel s Marií Hoffmannovou, manželkou houslisty Karla Hoffmanna, do Vídně. Na krátko odcestovali do Egypta a Sýrie, a od června 1906 žili ve Vídni, v 8.obvodu, poblíž Divadla v Josefově. Po vyřízení složitého rozvodu a splnění podmínek pro sňatek, se Nedbal s Marií 20. června 1910 v Prešpurku (Bratislavě) oženil. Ve Vídni se Nedbal stal ještě populárním a uznávaným umělcem. Na podzim 1907 dirigoval první velký koncert ve Vídni, a potom dalších skoro 12 let stál v čele vídeňského symfonického Tonkünstler orchestru. V roce 1909 uherský státní občan David Popper, žijící v Budapešti, přijal Nedbala za vlastního syna. Podle výnosu ministerstva spravedlnosti se od té doby podepisoval Nedbal-Popper.

### Dirigent a skladatel
Nedbal se nevěnoval jen dirigování, ale i komponování. Po starší baletní pantomimě (z roku 1902) Pohádka o Honzovi složil, během let 1908–1912, další balety: Z pohádky do pohádky, Princezna Hyacinta a Čertova babička. V letech 1910-1912 složil operetu Polská krev. Námět našla Marie Nedbalová v Puškinově povídce Slečna selka, podle níž napsal Leo Stein operetní libreto. V létě tvořil v klidu barokního zámečku v Kamenné Lhotě, nedaleko Tábora, a také u Jaderského moře. Opereta měla premiéru 25. října 1913 ve Vídni, byla triumfem a nejúspěšnější novinkou sezóny. Česká premiéra proběhla v prosinci 1913 v Plzni, a během jednoho roku Polskou krev uvedlo na stovku divadel v Německu a Rakousku.
V ČSR byla opereta zfilmována poprvé již v roce 1934 (premiéra 1. prosince 1934, režie Karel Lamač, hlavní role Anny Ondráková a Theodor Pištěk), a v televizi (ČT) jako televizní film v roce 1978 (režie František Filip, hlavní role Kateřina Macháčková a Josef Abrhám).
V létě 1915 pracoval Nedbal v zámečku u Plané nad Lužnicí (Strkov) na dokončení své třetí operety – Vinobraní. Ta měla premiéru 11. února 1916 ve Vídni, českou v květnu ve Vinohradském divadle v Praze, kde ji dirigoval autorův synovec Karel Nedbal a režie se ujal Karel Hašler. Vinobraní mělo 46 repríz.

### Úmrtí syna
V červnu 1918 obdržel Nedbal do Plané nad Lužnicí dopis z Vídně, který syn Oskar poslal původně z Prešpurku otci na jeho vídeňskou adresu. V listu prosil o prominutí svých prohřešků a chování a slíbil, že se polepší a brzy na bojišti (I. sv. války) dokáže, že je čestný a hoden jména. Otec Nedbal ihned jel vlakem za synem, ale při čekání ve Vídni na další spoj obdržel zprávu o synově smrti. Oskar Nedbal mladší (nar. 1901) studoval gymnázium v Táboře, v roce 1912 přešel na gymnázium v Mělníku a brzy do Českých Budějovic; v roce 1916 byl otcem poslán do vojenské vyšší reálky v Hranicích. I odtud byl převelen (1917) do Prešpurku do přípravky na polní využití. V duševní krizi napsal sebekritické zhodnocení svého dosavadního života a odeslal poštou otci. Za několik dní, v mylném přesvědčení o nezájmu otce se v Prešpurku v červnu 1918 při výkonu strážní služby zastřelil.

### Návrat do ČSR

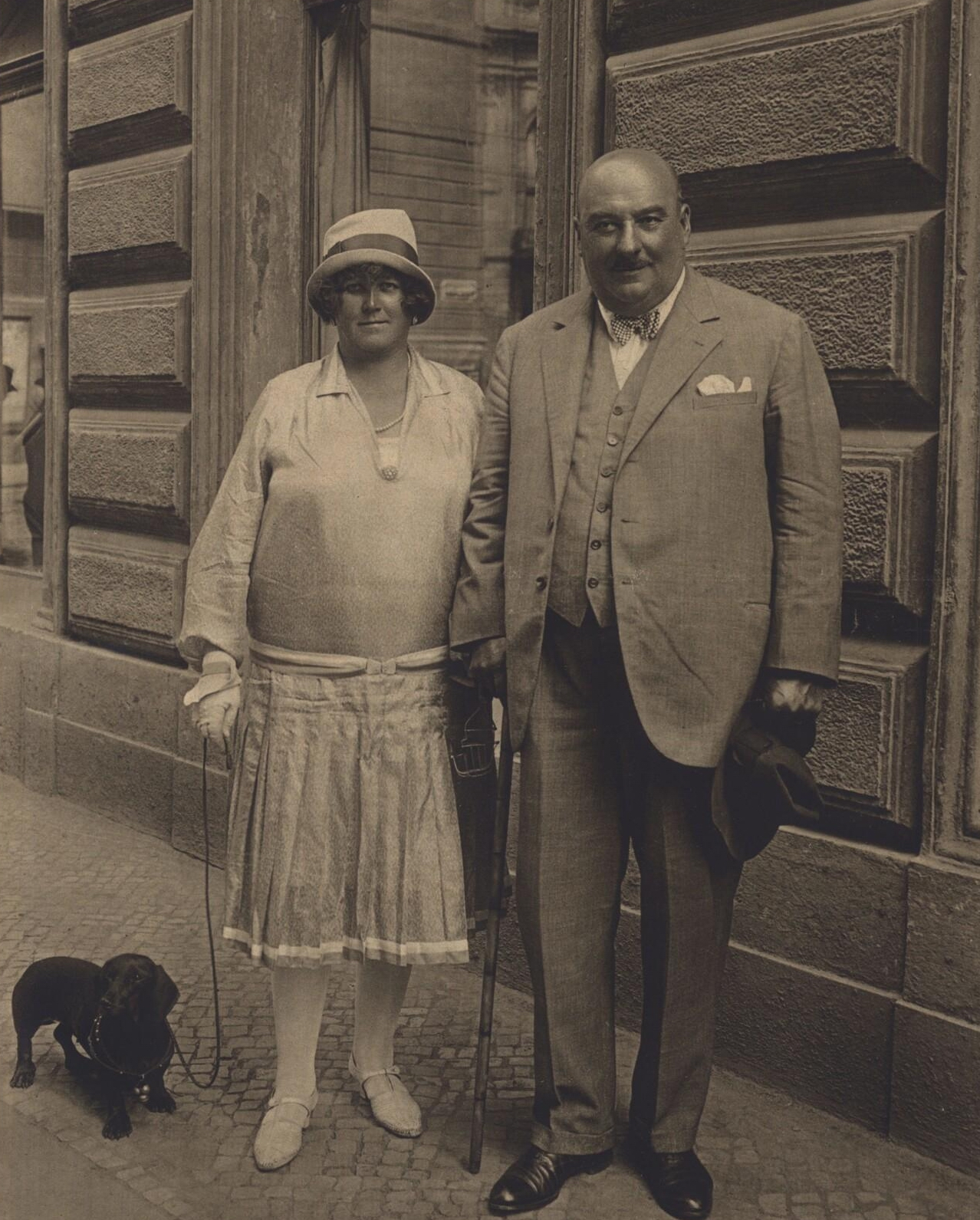
Oskar Nedbal s manželkou, 1928

Po vzniku Československa (1918) se Oskar Nedbal rozhodl vrátit domů. Dokončil ve Vídni probíhající koncertní sezónu a k 10. dubnu 1919 dal v Tonkünstler orchestru výpověď. Manželé Nedbalovi požádali o domovské právo, Oskar v Táboře a Marie v rodných jihočeských Vodňanech a získali československé občanství. V červnu 1919 se spolu s jinými repatrianty stěhovali do ČSR; Nedbalovi do pronajatého zámečku v Chlumu u Třeboně.
Oskar Nedbal však nenašel plné pochopení, zejména v Praze, spíše závist a pomluvy a čeští občané mu vyčítali jeho údajné projevy nemístné loajality k Rakousku při jeho pobytu ve Vídni. K dirigování velkého československého orchestru se skoro nedostal. Zklamaný hudebník-skladatel však pracoval dál, žil převážně v ústraní v Chlumu u Třeboně. Složil zde jedinou svoji operu Sedlák Jakub. Premiéru měla na podzim 1922 v Brně, ale bez většího ohlasu. Nedbal cítil úbytek své tvořivé síly a viděl možnost uplatnění jedině v nabídce bratislavského ředitele Slovenského národního divadla Bedřicha Jeřábka.

### Léta v Bratislavě
Zklamaný a duševně strádající Nedbal odešel z Prahy na Slovensko a přijal místo ředitele opery Slovenského národního divadla v Bratislavě. Situace SND – finanční i personální – byla složitá, ale Nedbal přistoupil na podmínky a podepsal smlouvu. 26. srpna 1923 začal dirigováním opery Prodaná nevěsta v nastudování režiséra Jaroslava Kvapila s úspěchem. Během krátkého času získal několik významných uznání, např. Komenského univerzita jej jmenovala lektorem instrumentace, totéž přednášel v Hudební a dramatické akademii, společnost Radiojournal mu svěřila vedení hudebního vysílání bratislavské pobočky (řídil také několik přímých symfonických přenosů z Prahy). Dne 8. října 1924 mu byla ministrem povolena změna jména Nedbal-Popper zpět na jméno Nedbal. V červnu 1925 zorganizoval 14denní zájezd opery do Prahy, kde uvedený Sedlák kavalír měl úspěch.
Nedbal výrazně pozvedl uměleckou úroveň opery i činohry. Bez vloh k ředitelování ale naivně přijal i nesolidní nabídku na vedení celého divadla. Rostly problémy s nedostatkem financí, slíbené podpory nedostával a naopak se stal terčem anonymních pomluv a nenávistných útoků. Jako ředitel se snažil vše řešit, někdy i za cenu drobných ústupků. Po letech úsilí o zlepšení pozice SND – obklopen mnoha nepřejícími lidmi, unaven stálými rozpory a také občasnými neshodami s manželkou Marií – cítil velké duševní vyčerpání. Přiznal sám sobě pochybnosti o vhodnosti převzetí podnikatelského závazku. Jedním z posledních větších rozhodnutí bylo to, že předal činohru SND do vedení režiséra Jána Borodáče a zároveň Václava Jiříkovského z šéfa činohry povýšil na hospodářského ředitele a svého zástupce.

### Poslední roky

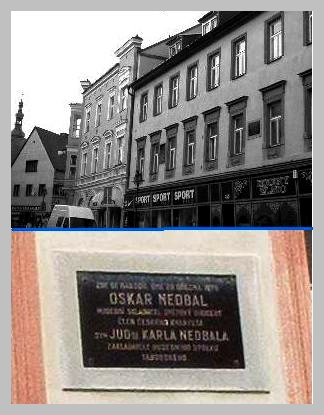
Rodný dům O. Nedbala v Táboře, Palackého ul. 355 (proti divadlu). Pamětní deska O. Nedbala a jeho otce Karla Nedbala

Další nápory obtíží již Nedbal nevydržel a na podzim 1928 se vzdal podnikatelského vedení. Ještě přemluvil svého synovce Karla Nedbala, aby opustil Olomouc a převzal vedení bratislavské opery. V květnu 1930 měsíční zájezd opery do Prahy skončil finanční ztrátou a Oskar Nedbal byl mnohými označován za hlavního viníka všech potíží v divadle, i když kontrola z ministerstva konstatovala, že z jeho strany nedošlo k pochybení a že rozhodující část deficitu není z doby jeho vedení. Rostly dluhy a penále za nesplácené půjčky, nebyly peníze na výplaty, další půjčky bankou ani podpory z ministerstva nebyly již poskytnuty. Došlo k rozhodnutí: vedení SND převezme zpět družstvo a Nedbal musí vše uhradit. Dostal se do těžké finanční situace a zvládnout ji nedokázal. Protože se zaručil za finanční závazky, přišel o všechny své úspory. Předložil svůj abdikační list s návrhem, aby se vedení SND ujal šéf opery Karel Nedbal a také s žádostí o přispění peněz na finanční uspokojení mnoha věřitelů.

### Tragický konec
V půli prosince 1930 odjel do chorvatského Záhřebu k vystoupení s tamní filharmonií a k vedení premiéry své Pohádky o Honzovi v Chorvatském národním divadle. Cestou se mu zdravotně přitížilo, jak z dlouhé atmosféry pomluv, zášti a intrik, tak z čerstvě obdržené zprávy o zamítnutí jeho žádosti o finanční pomoc na úhrady dluhů. Byl na konci všech fyzických a psychických sil a myslel jen na své jméno a čest. Den po veřejném koncertním vystoupení – na Štědrý den roku 1930 v 11 hodin dopoledne Oskar Nedbal spáchal sebevraždu skokem z okna zkušebny v budově divadla.
Oskar Nedbal byl pohřben na záhřebském hřbitově Mirogoj.

### Návrat ostatků do ČR
Myšlenka na převezení skladatelových ostatků zpět se zrodila v hlavě houslového virtuosa Josefa Suka, s jehož dědečkem Oskar Nedbal hrával v Českém kvartetu. Za pomoci ministerstva zahraničních věcí byly jeho ostatky převezeny a Oskar Nedbal byl 12. května 2006 pohřben na pražském Slavíně.

## Ocenění

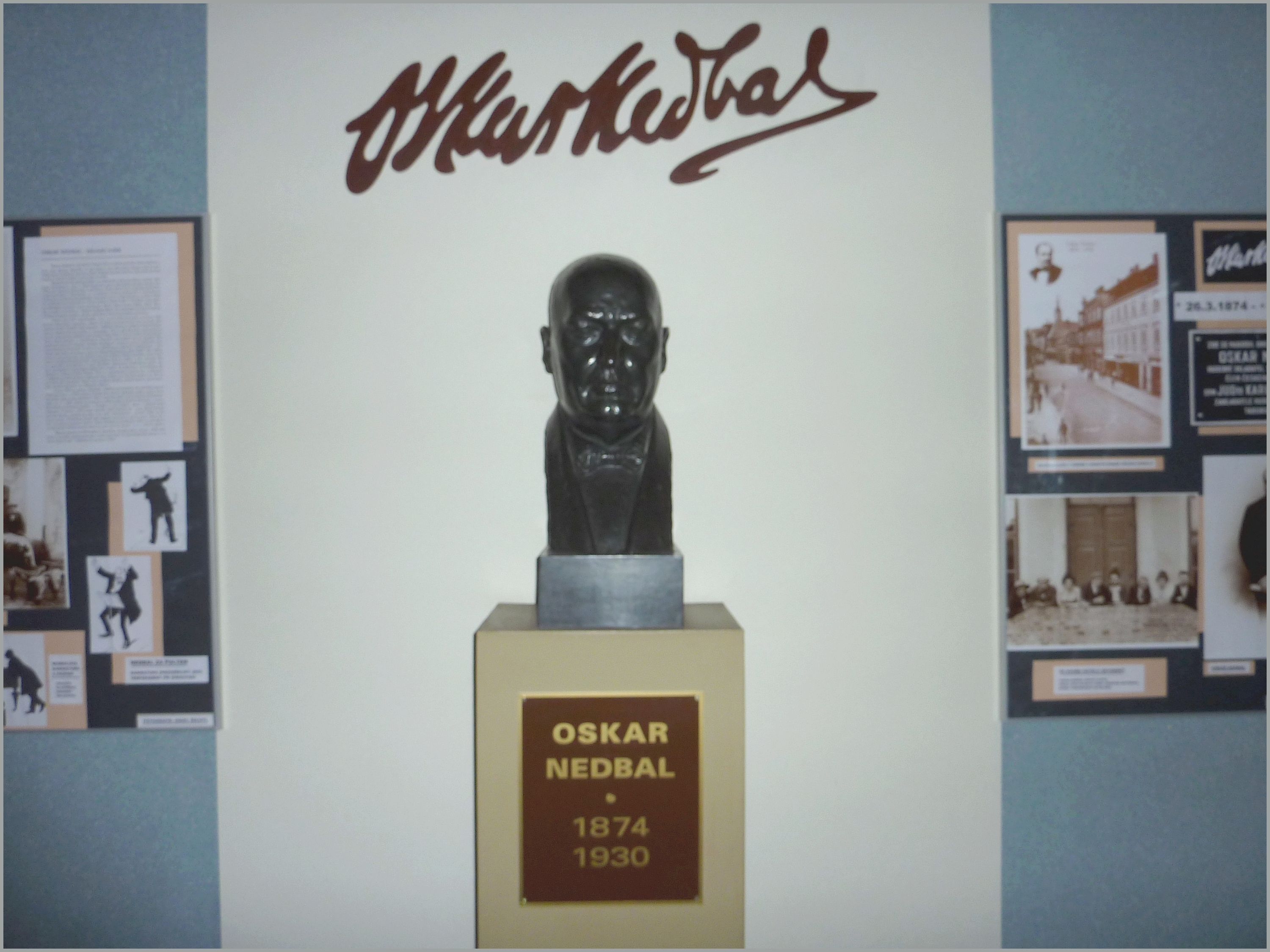
Busta Oskara Nedbala v táborském divadle

- Od roku 1930 nesl táborský Městský hudební ústav (založený 1913) skladatelovo jméno – v současnosti Základní umělecká škola Oskara Nedbala. Hudební škole Oskar Nedbal v roce 1919 věnoval sto tisíc korun na provoz.

- V polovině třicátých let 20. století Tábor uctil památku svého rodáka Oskara Nedbala a jeho otce Karla Nedbala zasazením pamětní desky na rodném domě v Palackého ulici.
- 21. prosince 1984 byla v táborském divadle odhalena busta Oskara Nedbala – dar Národního muzea (z iniciativy společnosti Antonína Dvořáka).
- 26. března 1990 rozhodlo vedení města o přejmenování táborského divadla z „Divadlo Ivana OLBRACHTA“ na „Divadlo Oskara Nedbala“ (DON).
- 11. ledna 2011 byla na Ministerstvu vnitra ČR zaregistrována Mezinárodní společnost Oskara Nedbala Tábor.
- Nedbalova ulice je ve více městech (Teplice, Říčany, Praha-Chodov, Ústí nad Labem).
- Ulice Oskara Nedbala je v Českých Budějovicích, Hradci Králové, Prostějově, Vlašimi a Trutnově.

## Dílo

### Operety
- Cudná Barbora, Die keusche Barbara (1911)
- Polská krev, Polenblut (1913)
- Vinobraní, Die Winzerbraut (1916)
- Krásná Saskia, Die schöne Saskia (1917)
- Erivan, Eriwan (1918)
- Mamsell' Napoleon (1919)
- Donna Gloria (1925)

### Balety
- Pohádka o Honzovi (1902)
- Z pohádky do pohádky (1908)
- Princezna Hyacinta (1911)
- Čertova babička (1912)
- Andersen (1914)

### Opera
- Sedlák Jakub (1922)

### Filmografie (skladatel hudby)
- 1978 Polská krev (TV inscenace)
- 1974 Dobrodruh a kavalír (TV film, na motivy operet Polská krev a Frimlovy Rose-Marie)
- 1972 Vinobraní (TV film)
- 1972 Z pohádky do pohádky (TV film)
- 1934 Polská krev (režie Karel Lamač, hlavní role Anny Ondráková, též natočeno v německé verzi)
- 1929 Svatý Václav (režie Jan S. Kolár, hlavní role Zdeněk Štěpánek)

Hudba Oskara Nedbala byla použita v dalších hraných a dokumentárních filmech a televizních inscenacích, zejména v loutkovém filmu Jiřího Trnky Zvířátka a Petrovští (1946).